# Anerosoma apicipunctella
Anerosoma apicipunctella är en fjärilsart som beskrevs av Caradja 1925. Anerosoma apicipunctella ingår i släktet Anerosoma och familjen mott. Inga underarter finns listade i Catalogue of Life.